# Botucatu
Botucatu là một đô thị ở bang São Paulo của Brasil. Đô thị này nằm ở độ cao 804 mét. Cách thủ phủ São Paulo 235 km. Dân số năm 2007 là 120.800 người.

## Dân số
- 2007 120.800 người (IBGE Contagem 2007[1])
- 2008 185.274 người (ước tính tháng 7 năm 2008)
- 2007 172.274 người (ước tính tháng 7 năm 2007)
- 2006 160.274 người (ước tính tháng 7 năm 2006)
- 2005 158.298 người (ước tính tháng 7 năm 2005)
- 2004 155.308 người (ước tính tháng 7 năm 2004)
- 2003 140.711 người (ước tính tháng 7 năm 2003)
- 2002 111.998 người (ước tính tháng 7 năm 2002)
- 2000 108.306 người (điều tra năm 2000)
- 1991 90.620 người
- 1980 64.545 người
- 1950 41.868 người
- 1920 33.405 người
- 1900 26.047 người
- 1890 20.128 người
- 1872 16.979 người

Dữ liệu điều tra dân số năm 2000
Tổng dân số: 108.306
- Thành thị:
- Nông thôn:
- Nam giới:
- Nữ giới:

Mật độ dân số (người/km²):
Tỷ lệ tử vong trẻ dưới 1 tuổi (trên 1 triệu cháu):
Tuổi thọ bình quân (tuổi):
Tỷ lệ sinh (trẻ trên mỗi bà mẹ):
Tỷ lệ biết đọc biết viết:
Chỉ số phát triển con người (bình quân): 
- Chỉ số phát triển con người (thu nhập):
- Chỉ số phát triển con người (tuổi thọ):
- Chỉ số phát triển con người (giáo dục):

(Nguồn: IPEADATA)